# Луиђи Кадорна
Луиђи Кадорна (итал. Luigi Cadorna, 4. децембар 1850 — 21. децембар 1928), Маршал Италије, био је главнокомандујући италијанске војске за време Првог светског рата, али је после пораза у Бици код Капорета смењен са места главнокомандујућег. Познат је по бројним офанзивама на реци Сочи, у којима је велик број италијанских војника изгубио живот, без остваривања стратешких или тактичких циљева.

## Почетак каријере
Луиђи Кадорна је рођен као син генерала Рафаела Кадорна у Вербанији, Пијемонт 1850. године. У 1860. Кадорна је постао студент "Teuliè" војној школи у Милану. У петнаестој година, уписао је Војну академију у Торину. Након завршетка студија био је унапређен у потпоручника артиљерије у 1868. године. У 1870. године, као официр у 2. пуку артиљерије, Кадорна је учествовао у окупацији Рима као део снага под командом свог оца. Као мајор постављен у штаб генерала Пианела, касније поставши начелник штаба Веронске дивизије. Као пуковник, командант 10. пука стрелаца од 1892, Кадорна је стекао репутацију строгог команданта који је дисциплину успостављао тешким казнама. Написао је Приручник за пешадијску тактику, која наглашава офанзивну доктрину. Произведен у генерал-мајора у 1898, Кадорна је касније држао низ командних позиција у дивизијама и корпусима. Уочи уласка Италије у Први светски рат (1915) је био близу старосне границе за пензионисање у миру и имао је бројне конфилкте са својим политичким и војним надређенима.
Кадорни је понуђено место начелника Генералштаба по први пут у 1908. години, који је одбацио због питања политичке контроле у време рата. Поново му је понуђено у јулу 1914. године, с обзиром на тензије и могућност рата између Антанте и Централних сила. Када је Италија ушла у рат у мају 1915. г. на страни Антанте, Кадорна је имао војску од 875.000 људи у саставу тридесет шест дивизија, али са само 120 савремених артиљеријских оруђа.

## Први светски рат
Кадорна је наследио тешку политичку и војну ситуацију. Влада премијера Антониа Саландра фаворизовала неутралност уместо обавеза Италије у склопу Тројног савеза . Према томе, Кадорна је морао да измени раније утврђене стратешке планове док је открио да је војска била лоше припремљена за рат против Аустро-Угарске и Немачке. Такође, велике количине опреме, као и бројно људство, распоређени су у Триполитанији (као последица Итало-Турског рата), што је војску у Италији оставило неорганизованом.
Кадорна је покренуо четири офанзиве 1915. године, дуж реке Исонзо. Циљ ових офанзива био је тврђава Горица, чија би освајање омогућило италијанској војсци да се окрене према југу и умаршира у Трст, или да настави до Љубљанских врата. Све четири офанзиве нису успеле, што је резултирало са око 250.000 италијанских жртава за мало материјалне добити. Кадорна ће на крају водити једанаест битака на Сочи између 1915. и 1917. године. Додатне снаге су биле распоређене уз трентински клин, нападајући према Роверету, Тренту и Болзану. Ови напади су такође пропали. Терен дуж Соче и Трентина био је потпуно неприкладан за офанзиван рат - планински и нераван, без простора за маневрисање.